# Gabriella Besanzoni
Gabriella Besanzoni (Roma, 20 settembre 1890 – Roma, 8 luglio 1962) è stata un contralto e mezzosoprano italiano.

## Biografia

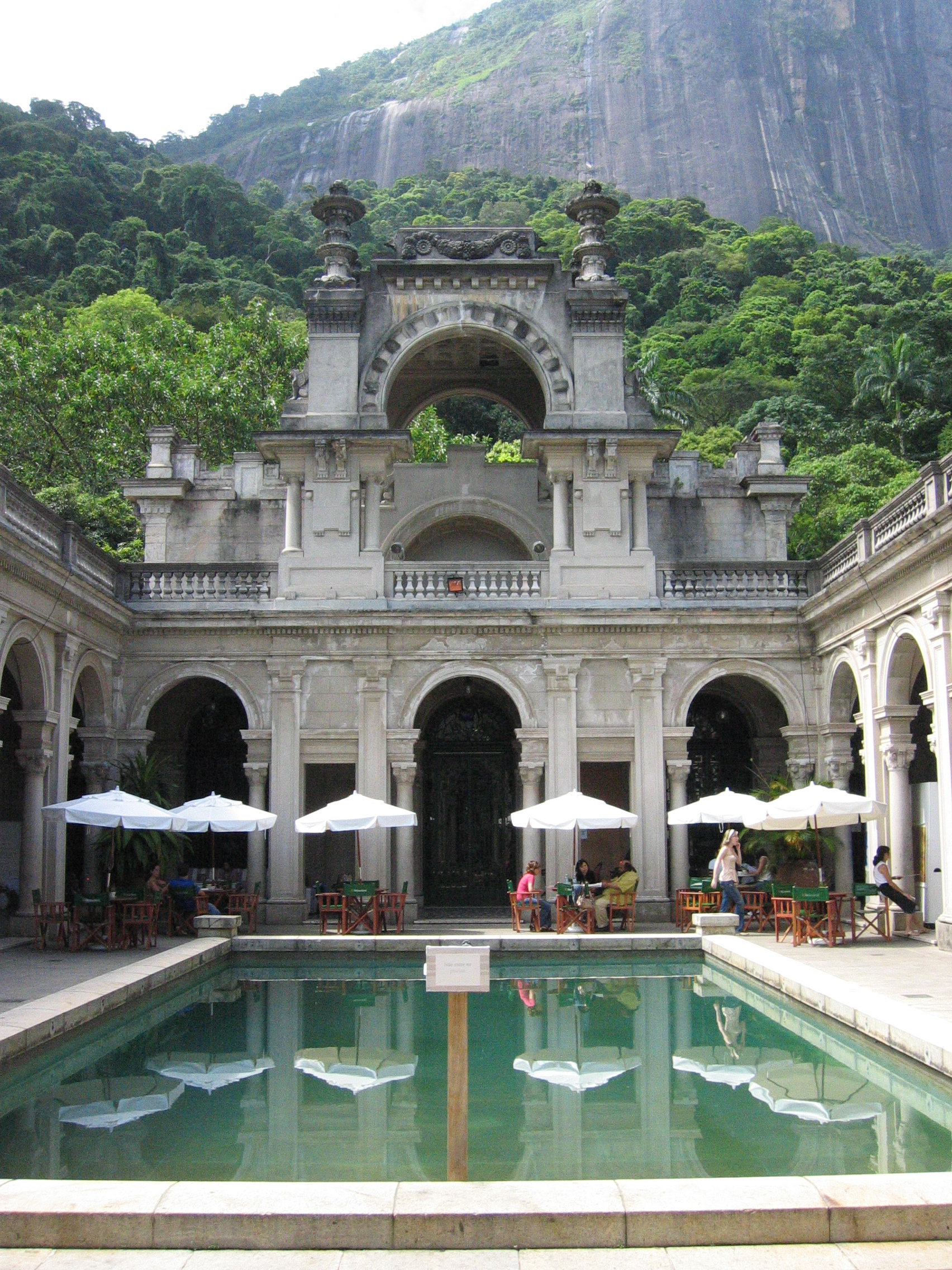
Parque Lage, un tempo residenza di Gabriella Besanzoni a Rio de Janeiro, progettata da Mario Vodret

Gabriella Besanzoni è attratta dalla musica fin dalla giovane età e decide di intraprendere gli studi di canto lirico a Roma, presso l'Accademia Nazionale di Santa Cecilia, dove fu allieva de Alessandro Maggi e Ibilda Brizzi. Durante questo periodo impostò la voce inizialmente come soprano leggero, costretta a modificare in seguito il suo percorso formativo accorgendosi di essere più adatta a sostenere parti per soprano drammatico e mezzosoprano e ottenendo infine un registro vocale che per estensione, pur capace di raggiungere squillanti note acute, riusciva ad avere un robusto registro grave..
Il suo debutto avvenne a Viterbo nel 1911, dove come soprano da voce al personaggio di Adalgisa nella Norma di Vincenzo Bellini, ma è al Teatro dell'Opera di Roma che due anni più tardi interpretando Ulrica ne Un ballo in maschera di Giuseppe Verdi che avvia la carriera da mezzosoprano.
Tra gli anni dieci e venti è attiva principalmente in America meridionale, cantando in numerosi teatri d'opera tra i quali il Teatro Colón di Buenos Aires dove riscosse notevoli successi venendo osannata dal pubblico argentino. Durante questo periodo alternò i palchi sudamericani a quelli europei, a Berlino oltre che in Italia, al Teatro alla Scala di Milano dove interpretò Orfeo e Amneris, a L'Avana, Cuba, e statunitensi, più volte ospite del teatri d'opera a Chicago e al Metropolitan Opera House di New York dove affiancò, pur senza molto successo, Enrico Caruso nella stagione 1919-20.
Tornata in Italia, nuovamente alla Scala, nel 1932 interpretò con successo Carmen e Mignon, prima di ritornare in Argentina dove cantò al Colón fino al 1935.
Numerosi furono i ruoli da lei interpretati durante la carriera: oltre a quelli già ricordati, Dalila, Santuzza (per volontà di Mascagni in persona), La Cieca, Preziosilla, Azucena, Mrs. Quickly, Marina, Leonora ne La favorita di Gaetano Donizetti, nonché diversi personaggi rossiniani, buffi come Isabella, Cenerentola e Rosina, ma anche quello serio in travesti di Arsace. Prese parte a diverse prime mondiali, tra le quali Melenis e Francesca da Rimini di Riccardo Zandonai, rispettivamente il 13 novembre 1912 al Teatro Dal Verme di Milano, e il 19 febbraio 1914 al Teatro Regio di Torino, nelle parti minori di Calpurnia e di una schiava, e Jacquerie di Gino Marinuzzi senior, nei panni di Glorianda di Chivry.
Dopo aver avuto nel 1918 una relazione sentimentale con il pianista Arthur Rubinstein mentre i due lavoravano insieme a Madrid, Buenos Aires e New York, la Besanzoni sposò nel 1924 l'industriale brasiliano Henrique Lage, stabilendosi quindi con lui in America Latina, dove, a Rio de Janeiro, aprì una scuola di canto gratuita per giovani principianti. Dopo aver molto diradato le sue apparizioni pubbliche, limitate soprattutto a spettacoli di beneficenza, la Besanzoni volle dare l'addio alla carriera scenica riprendendo il suo più grande cavallo di battaglia, la Carmen, a Roma, alle Terme di Caracalla, nel 1939. Rientrata quasi subito in Brasile, rimase vedova due anni dopo, nel 1941, e dovette quindi affrontare gravi difficoltà con le autorità brasiliane in relazione all'enorme eredità del defunto marito. Nel 1951, rientrò definitivamente in Italia stabilendosi di nuovo nella sua città natale e riprendendo la sua attività gratuita di didatta di canto. 
Sposatasi in seconde nozze nel 1956, morì a Roma nel 1962, venendo seppellita nel suo costume del quarto atto della Carmen.

## Repertorio
| Ruolo               | Titolo                        | Autore        |
| ------------------- | ----------------------------- | ------------- |
| Adalgisa            | Norma                         | Bellini       |
| Marta               | Mefistofele                   | Boito         |
| Carmen              | Carmen                        | Bizet         |
| Afra                | La Wally                      | Catalani      |
| Pierotto            | Linda di Chamounix            | Donizetti     |
| Leonora di Guzman   | La favorita                   | Donizetti     |
| Nancy               | Martha                        | Flotow        |
| Dorabella           | La leggenda delle sette torri | Alberto Gasco |
| Orfeo               | Orfeo ed Euridice             | Gluck         |
| Glorianda           | Jacquerie                     | Marinuzzi     |
| Lola Santuzza       | Cavalleria rusticana          | Mascagni      |
| Giglietta           | Isabeau                       | Mascagni      |
| Carlotta            | Werther                       | Massenet      |
| Marina              | Boris Godunov                 | Musorgskij    |
| La Cieca            | La Gioconda                   | Ponchielli    |
| Un musico           | Manon Lescaut                 | Puccini       |
| Isabella            | L'italiana in Algeri          | Rossini       |
| Rosina              | Il barbiere di Siviglia       | Rossini       |
| Angelina            | La Cenerentola                | Rossini       |
| Arsace              | Semiramide                    | Rossini       |
| Dalila              | Sansone e Dalila              | Saint-Saëns   |
| Mignon              | Mignon                        | Thomas        |
| Azucena             | Il trovatore                  | Verdi         |
| Ulrica              | Un ballo in maschera          | Verdi         |
| Preziosilla         | La forza del destino          | Verdi         |
| Principessa d'Eboli | Don Carlo                     | Verdi         |
| Amneris             | Aida                          | Verdi         |
| Mrs. Quickly        | Falstaff                      | Verdi         |
| Erda                | Sigfrido                      | Wagner        |
| Calpurnia           | Melenis                       | Zandonai      |
| La schiava          | Francesca da Rimini           | Zandonai      |